# Karl Julius Lohnert
Karl Julius Lohnert, né en 1885 et décédé en 1944 est un astronome et psychologue allemand.

## Biographie
Il travaille de 1905 à 1907 comme assistant de Max Wolf. Il étudie la psychologie à Lipsia obtenant son doctorat sous la direction de Wilhelm Wundt.
Le Centre des planètes mineures le crédite de la découverte de quatre astéroïdes, effectuée entre 1906 et 1907.
L'astéroïde (11434) Lohnert lui est dédié.
| (618) Elfriede | 17 octobre 1906 |
| (623) Chimère  | 22 janvier 1907 |
| (635) Vundtia  | 9 juin 1907     |
| (639) Latone   | 19 juillet 1907 |